# 瑤泉院
瑤泉院（ようぜんいん、延宝2年（1674年） - 正徳4年6月3日（1714年7月14日）、生年については異説も）は、江戸時代中期の女性。赤穂事件で知られる赤穂藩主浅野長矩の正室。名は阿久里（あぐり/おくり）、阿久理・阿久利とも。
夫の死後、落飾して瑤泉院と称した。「ようぜいいん」と読まれることが多いが、これは冷泉家の「泉」を「ぜい」と読むことにつられた読み癖（誤読）で、正しくは「ようぜんいん」と読む。

## 人物

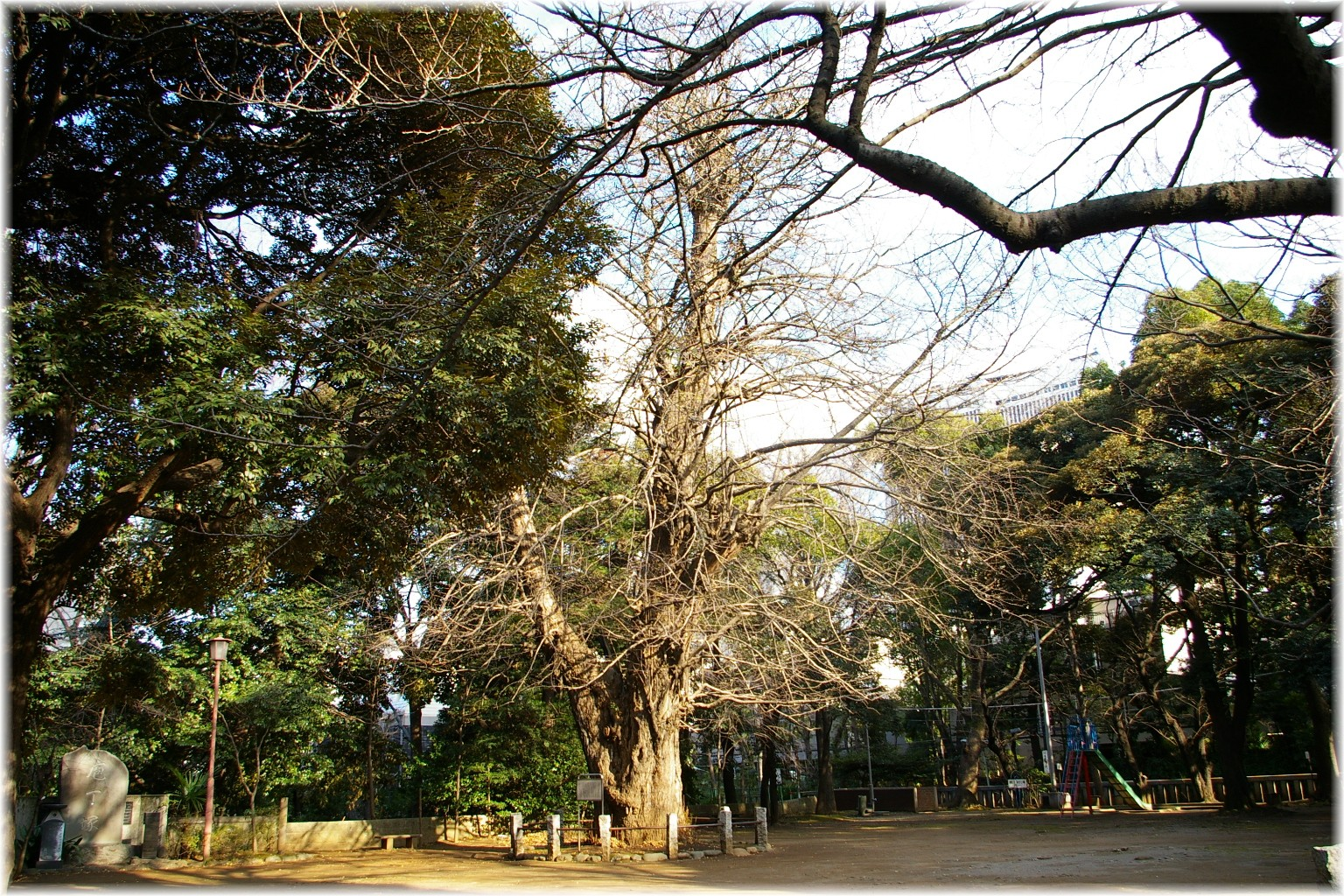
生誕の地（現在の氷川神社）。当時は神社がまだ建造されてない。

初代備後国三次藩主の浅野長治の三女。父の死後、その跡を継いだ浅野長照の養女となった。母は俗説では浅野長重（浅野長矩の曽祖父）の娘と伝わるが年齢的に無理がある（銅像のある鳳源寺では長治の側室・お石の方としている）。はじめ尚姫と名づけられたが、のちに栗姫、阿久里姫と改名した。三次藩士の落合勝信がお付きの用人として付けられ、彼女の養育に当たった。
生まれてすぐに播磨国赤穂藩主・浅野長矩との縁組が進められ、延宝5年9月（1677年10月）に婚約が成立、延宝6年4月9日（1678年5月29日）には婚儀に備えて長矩の屋敷へ移った。天和3年正月（1683年2月）に婚儀が執り行われて同年4月9日（5月5日）に正式に長矩室となった。子には恵まれず元禄8年12月（1696年1月）に長矩の弟・浅野長広を養子としていた。
しかし元禄14年3月14日（1701年4月21日）、長矩が江戸城殿中で高家肝煎・吉良義央（上野介）に刃傷に及ぶと、殿中抜刀の罪により即日切腹、赤穂藩は改易となる。阿久里は16日には赤坂にある実家の三次浅野家下屋敷に引き取られた。泉岳寺における長矩の葬儀には参列していないが、落飾して寿昌院と称した。これは桂昌院を憚るべしと、広島宗家の浅野綱長から叱責され瑤泉院と改めた。
瑤泉院は化粧料（持参金）二千両を赤穂の浜方（塩田業者）に貸し付けていたが（塩田から上がった運上銀から利息）、長矩の死を知った借り主の大半が元金を踏み倒したため、うち六百九十両のみ回収した。
元赤穂藩家老の大石良雄らが吉良邸討ち入りを決定すると、瑤泉院はこの六百九十両を大石に託した。武林隆重が吉良を斬殺し赤穂義士が切腹となった後は、義士葬儀にも参列せず、泉岳寺にも詣でていない。のち日蓮宗に改宗し、四谷鮫河橋の妙行寺に度々参拝した。同寺に高光院（義祖母、丹羽長重娘）の墓を建て永代供養もしている。浅草の慶印寺でも題目十萬遍を唱えて居る。	
正徳4年（1714年）、三次浅野家下屋敷で死去。享年41。夫と同じ江戸高輪泉岳寺に葬られた。戒名は瑤泉院殿良瑩正澄大姉。生まれ故郷の三次の鳳源寺に、瑤泉院を供養した五輪の遺髪塔がある。

## 創作における「南部坂雪の別れ」

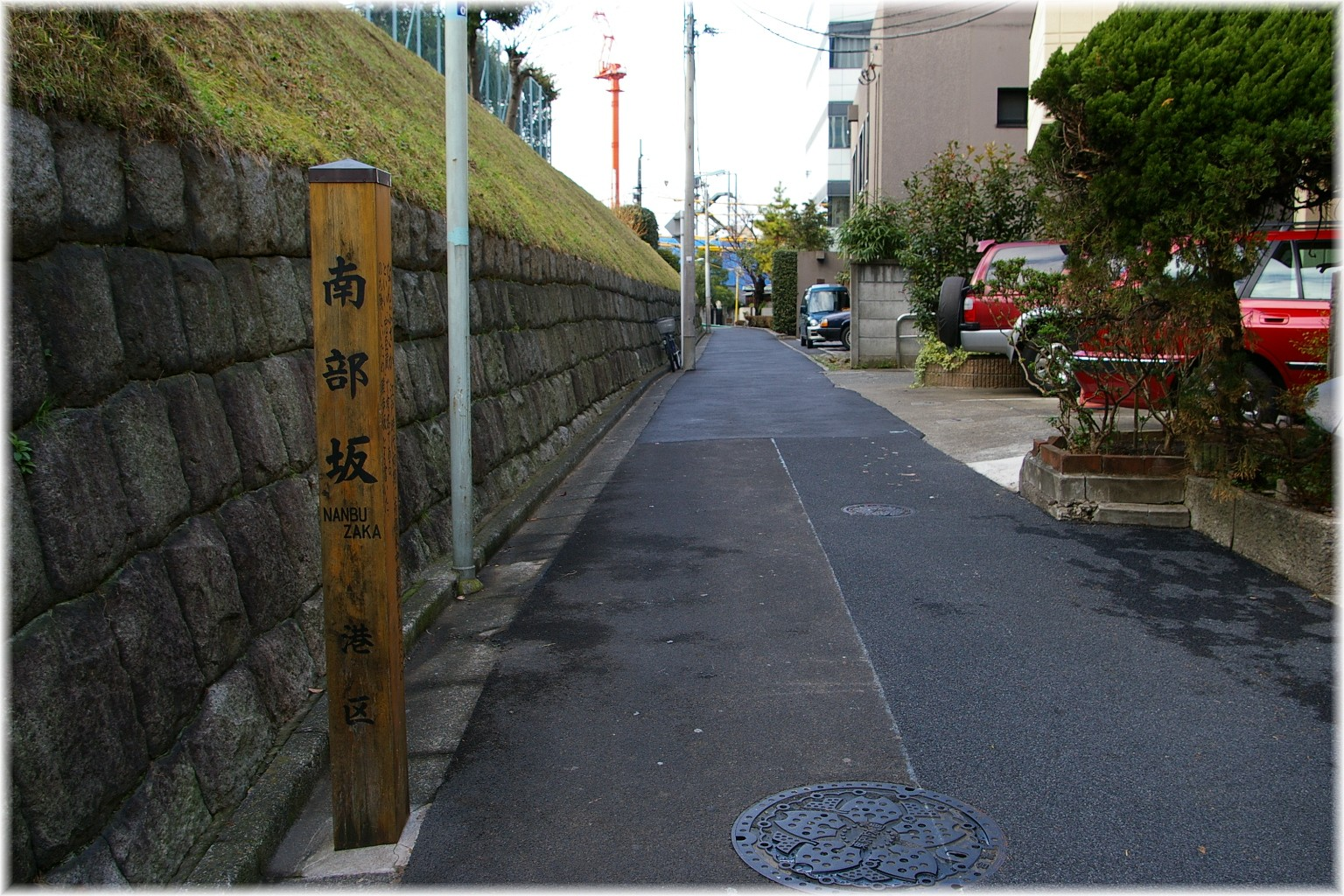
今日の南部坂

瑤泉院は浅野長矩の切腹以降、実家の備後三次藩（三次浅野家）藩邸に引き取られていたが、
討ち入り直前に赤穂藩家老の大石良雄が赤坂・南部坂の瑤泉院のもとに赴くという「南部坂雪の別れ」は、講談・人形浄瑠璃・歌舞伎などの元禄赤穂事件を題材にした創作作品によく描かれるシーンだが、事実ではない。
浅野家改易後に大石が南部坂（麻布今井町）で瑤泉院に拝謁したのは、討ち入りからだいぶ前の元禄14年11月14日（1701年12月13日）であるとする説もある。これは『忠誠後鑑録』にある話だが、後述のように当日時点では当地は大名屋敷が撤去され、更地になっており瑤泉院に会うのは不可能である。
史実では、大石が瑤泉院の結婚時の持参金（前項の「化粧料」のこと）を、浅野家の家名再興や討入りの運動資金として使用し、11月29日付けの書状を添えてその収支決算書を瑤泉院の用人・落合勝信に提出している。

討ち入り前夜にこれらの書類を大石良雄の命で届けたのは、後世に「義僕」と呼ばれた近松行重の家僕の甚三郎である。
また、赤穂浪士の遺児たちのうち、伊豆大島へ流された吉田伝内・間瀬定八・中村忠三郎・村松政右衛門の赦免運動にも尽力し、宝永3年8月（1706年9月）将軍家綱の二十七回忌の機に前年に病死した間瀬を除く3名の恩赦を実現させたとする話がドラマや小説にある。しかし、浅野家・三次藩・幕閣・泉岳寺などの史料では瑶泉院が運動したという痕跡が確認できない。うち伝内は赦免後に出家して、恵学のち達玄と名乗り各地を放浪した。
歌舞伎「二十四時忠臣蔵」では、瑤泉院は長矩の位牌で大石良雄をさんざん殴る。「尾上松之助の忠臣蔵」でも扇子で大石を何度も叩いている。

### 史実での三次藩邸の場所
- 三次藩の藩邸は南部坂には無い。当時、笠間藩（その前は盛岡藩。南部坂の由来）以来あった南部坂の大名屋敷は更地になっている[7]。
- 瑤泉院の居た三次藩浅野家の藩邸は赤坂・本氷川坂（現在の南部坂の頂上付近で左折して二つ目の坂を登った本氷川坂の東側。東から「南部坂」「氷川坂」「本氷川坂」。現在の氷川神社[8]の裏に相当する）[9]。

## 人物・性格など
- 気性がかなり激しく、刃傷事件後に狼狽している浅野長広を厳しく咎めている[10]。また、長広の正室を折伏して法華に帰依させている。このため蓮光院（長広夫人）の墓は夫・長広とは別れて妙行寺にある[11]。

## 生年・母親に関する異説
瑤泉院の生年、享年については『赤穂義士事典』の「浅野長矩年譜」、平尾孤城『人間赤穂浪士』、また瑤泉院の墓所の泉岳寺も享年41説で、延宝2年生まれということが定説となっている。
これに対し、赤穂大石神社の宮司を務め、 赤穂義士研究者でもあった飯尾精が異説を紹介している。飯尾によると、全浅野家の記録で、浅野宗家に伝わる「三次分家済美録」では瑤泉院は寛文9年（1669年）生まれであるという。
これが正しいとすれば、瑤泉院の享年は46で、夫の長矩とは2歳違いである。他の義士研究団体『中央義士会』もこの説を踏襲している。
また、浅野長重は寛永9年（1632年）に没しており、仮に長重の娘が没年に生まれたとしても、彼女を延宝2年（1674年）生まれの瑤泉院の母とするなら、若くても42歳以上で瑤泉院を産んだことになる。延宝3年（1675年）に亡くなる父・長治は60歳。その為、鳳源寺では長重の娘が母親ではない（母親は側室・お石の方）とする。

## 瑤泉院が登場する作品

### 映画
- 忠臣蔵 (1932年の映画)（1932年、松竹、演：川崎弘子）
- 忠臣蔵 刃傷篇 復讐篇（1934年、日活、演：山田五十鈴）
- 元禄水滸伝（1952年、宝塚映画、演：春日野八千代）
- 女間者秘聞 赤穂浪士（1953年、東映、演：山田五十鈴）
- 忠臣蔵 花の巻・雪の巻（1954年、松竹、演：月丘夢路）
- 大忠臣蔵 (1957年の映画)（1957年、松竹、演：有馬稲子）
- 忠臣蔵 (1958年の映画)（1958年、大映、演：山本富士子）
- 忠臣蔵 櫻花の巻・菊花の巻（1959年、東映、演：大川恵子）
- 赤穂浪士 (映画)（1961年、東映、演：大川恵子）
- 忠臣蔵 花の巻・雪の巻（1962年、東宝、演：司葉子）
- 赤穂城断絶（1978年、東映、演：三田佳子）
- 四十七人の刺客（1994年、東宝、演：古手川祐子）
- 決算！忠臣蔵（2019年、松竹、演：石原さとみ）

### ドラマ
- 赤穂浪士（1964年、NHK大河ドラマ、演：岸田今日子）
- あゝ忠臣蔵（1969年、関西テレビ、演：高田美和）
- 水戸黄門 第5部第16話（1971年、TBS、演：太田美緒）
- 大忠臣蔵 (1971年のテレビドラマ)（1971年、NETテレビ、演：佐久間良子）
- 編笠十兵衛（1974年、フジテレビ、演：宮園純子）
- 元禄太平記（1975年、NHK大河ドラマ、演：松坂慶子）
- 赤穂浪士 (1979年のテレビドラマ)（1979年、テレビ朝日、演：松坂慶子）
- 峠の群像（1982年、NHK大河ドラマ、演：岡本舞）
- 忠臣蔵 (1985年のテレビドラマ)（1985年、日本テレビ、演：多岐川裕美）
- 新春仕事人スペシャル 必殺忠臣蔵（1987年、朝日放送、演：川中美幸）
- 大忠臣蔵 (1989年のテレビドラマ)（1989年、テレビ東京12時間超ワイドドラマ、演：松坂慶子）
- 大石内蔵助 冬の決戦（1991年、NHK、演：真野あずさ）
- 忠臣蔵 風の巻・雲の巻 (1991年、フジテレビ、演 : 古手川祐子)
- 大忠臣蔵 (1994年のテレビドラマ)（1994年、TBS、演：若村麻由美）
- 忠臣蔵 (1996年のテレビドラマ)（1996年、フジテレビ、演：麻乃佳世）
- 元禄繚乱（1999年、NHK大河ドラマ、演：宮沢りえ）
- 忠臣蔵1/47（2001年、フジテレビ、演：松たか子）
- 忠臣蔵〜決断の時（2003年、テレビ東京新春ワイド時代劇、演：牧瀬里穂）
- 忠臣蔵 (2004年のテレビドラマ)（2004年、テレビ朝日、演：櫻井淳子）
- 忠臣蔵 瑤泉院の陰謀（2007年、テレビ東京新春ワイド時代劇、演：稲森いずみ）
- 獣拳戦隊ゲキレンジャー 第33話（2007年、テレビ朝日、演：伊藤かずえ）